# شب‌های داغ کالیگولا
شب‌های داغ کالیگولا (ایتالیایی: Le calde notti di Caligola) یک فیلم کمدی سکسی سبک ایتالیایی به کارگردانی روبرتو بیانکی مونترو است که در سال ۱۹۷۷ منتشر شد. نسخهٔ سانسور نشدهٔ این فیلم چند صحنهٔ هاردکور دارد که برای بازارهای خارجی تهیه شده بود.

## گزیدهٔ بازیگران
- گاستونه پسکوچی
- پاتریتسیا وبلی
- ماریو مارانتسانا
- سیلویو نوتو
- دوناتلا دامیانی